# 努沙杜瓦
努沙杜瓦（Nusa Dua）是印度尼西亚巴厘岛南部的一个度假区，始建於20世纪70年代。努沙杜瓦占地350公顷，距离丹帕沙22公里，努沙杜瓦的字面意思是「兩個島嶼」。